# دوري كرة القاعدة الرئيسي 2001
دوري كرة القاعدة الرئيسي 2001 (بالإنجليزية: 2001 Major League Baseball season)‏ هو الموسم 99 من  دوري كرة القاعدة الرئيسي. أقيم خلال الفترة 2001 وحتى 4 نوفمبر 2001، وأشرف على تنظيمه دوري كرة القاعدة الرئيسي، وكان عدد الأندية المشاركة فيه  30، وفاز فيه أريزونا دايموند باكس.